# クラカケモンガラ
クラカケモンガラ（学名：Rhinecanthus verrucosus）は、モンガラカワハギ科の海水魚。和名は鞍状斑(鞍のように体側の模様が背中を越えて繋がるもの)があることによる。

## 形態
全長は25 cm程度。体は側扁した菱形で、体高は高い。目の位置が高く、吻は長い。口は吻の先端にあり、歯は鋭くサンゴなどもかみ砕く。体色は背部が黄褐色、腹部は白色で黒色の大きな斑がある。頭部の背と腹の境には赤い筋が通る。額から目をとおり胸鰭（ひれ）の付け根にかけて暗色のくさび形の横縞がある。尾柄には小さな棘が3列に並んでいる。
背鰭は二基あり、第一背鰭は引き金のように収納できる3棘から成り、第二背鰭は23 - 26軟条から成る。臀鰭は第二背鰭と対称的で、21 - 23軟条から成る。胸鰭は13 - 14条から成る。腹鰭は先端を除いて皮弁で覆われている。

## 分布・生態
セーシェル、チャゴス諸島から日本、バヌアツ、オーストラリアに至る太平洋西部やインド洋の熱帯海域に分布する。比較的浅いラグーン、藻場、サンゴ礁、砂地、岩場に生息する。幼魚は黒潮による無効分散(本来生息している海域から潮流などに流されること。環境の違いで定住はできない。)により本州沿岸でも観察されることがある。
雑食性で海藻、カニ、貝類などを食べる。縄張り意識が高く、近づけば人間であっても攻撃する。歯が鋭いので咬まれないように注意が必要である。